# Tiwanaku-Staat

Ausdehnung des Tiwanaku-Staats in Südamerika

Der Tiwanaku-Staat (etwa 1000 v. Chr. – 1000 n. Chr.) war ein mächtiger, langlebiger expansionistischer Staat (möglicherweise ein Ständestaat), der sich südöstlich des Titicacasees bildete und dessen politisches und spirituelles Zentrum die mehr als 650 Hektar umfassende Stadt Tiwanaku (der ursprüngliche Name war möglicherweise Taypikala) gewesen ist. Weitere wichtige Städte im Tiwanaku-Staat waren Paychiri und Lukurmata im Norden und Qhunqhu Wankani im Süden. Der Tiwanaku Staat umfasste sowohl ländliche als auch urbane Gebiete. Mit etwa einer halben Million Menschen in einem urbanen Gebiet war der Tiwanaku-Staat dicht besiedelt. In seiner expansiven Phase zielte er darauf, bestimmte Gebiete wie die West- und Zentraltäler zu kontrollieren. Dabei spielte für die Tiwanakaner insbesondere das Cochabamba-Tal für Jahrhunderte eine wichtige Rolle. Er bildete sich etwa 300 v. Chr. zu Beginn der Frühen Zwischenzeit und der Zusammenbruch datiert auf etwa 1000 n. Chr. in der Späten Zwischenzeit. Zum Zusammenbruch des Staats trug auch die mittelalterliche Klimaanomalie bei. Es wird angenommen, dass der Staat in seiner Blütezeit eine Fläche von etwa 200–600.000 km² umfasste und sich von der Hochebene im Osten des Titicacasees bis an die Pazifikküste im Westen erstreckte. Ob der Tiwanaku-Staat tatsächlich existiert hat, ist umstritten. Kritiker gehen davon aus, dass es lediglich eine heterarchisch organisierte Gruppe aristokratischer Herrscherlinien gab, die unabhängig voneinander agierten, aber gelegentlich gemeinsame Bauprojekte umsetzten. Nahezu alle anderen Aktivitäten seien nach Vertretern dieser Ansicht jedoch unabhängig organisiert worden.

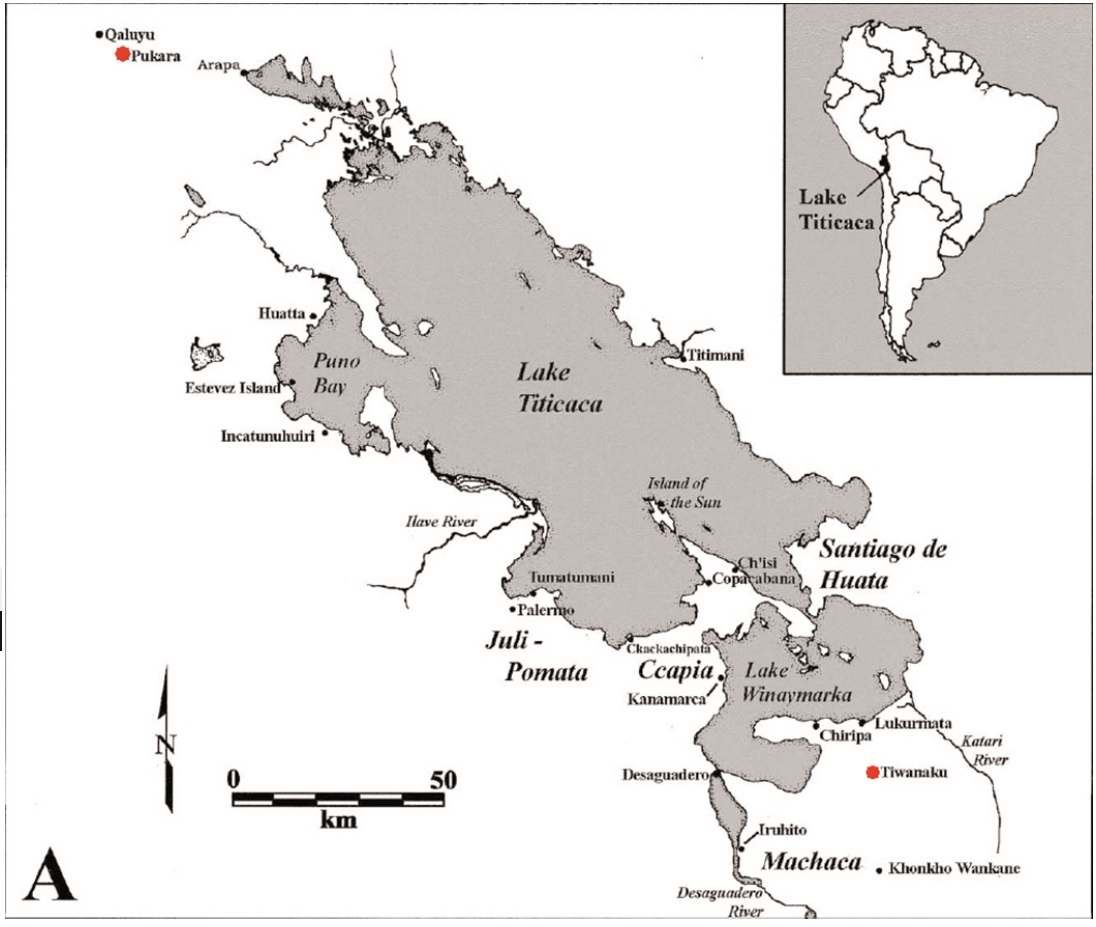
Lage einiger Tiwanaku-Siedlungen wie Lukurmata und Qhunqhu Wankani.

Im Tiwanaku-Staat wurde möglicherweise Puquina gesprochen. Träger der Tiwanaku-Kultur war wahrscheinlich die vorinkaische Huanka-Zivilisation. Vorgängerkulturen waren die Chiripa-Kultur, Wankarani-Kultur und die Pukara-Kultur. Man geht heute davon aus, dass die Wari-Kultur eine Nachfolgekultur der Tiwanaku-Kultur darstellt. Da die Wari-Ikonografie weitgehend identisch mit der Tiwanaku-Ikonografie ist, gehen einige Wissenschaftler auch von einem Tiwanaku-Wari-Staat bzw. Tiwanaku-Wari-Reich aus. Andere gehen davon aus, dass die Wari die Ikonografie der Tiwanakaner in der Phase deren Zusammenbruchs übernommen haben. Die Tiwanaku-Ikonografie umfasst sowohl eigene Innovationen als auch Elemente der Yaya-Mama-Ikonografie. Für Rituale spielten insbesondere Qirus (spezifische Tiwanaku-Trinkgefäße) und Schnupftablette eine Rolle. Eine wichtige Tradition der Tiwanakaner war es, Steinstatuen (wie etwa der 7,3 m große Bennett-Monolith) zentral in versunkenen Höfen zu platzieren. Die entweder aus Andesit oder Sandstein bestehenden Statuen wurden in großer Menge und Vielfalt erzeugt. Sie zeigen meist abstrakt-geometrische Motive und im Profil abgebildete subsidiäre Prozessionsfiguren, die sich um eine frontal abgebildete Figur herum bewegen.
Berühmt sind die Bauherren von Tiwanaku insbesondere für ihre Steinbearbeitungsmethoden und zahlreichen Innovationen, von denen viele einzigartig in den Annalen der Architekturgeschichte sind. Die wichtigsten Bauwerke im Tiwanaku-Staat waren die terrassierten Plattformhügel Akapana und Pumapunku, die aufgrund ihrer Architektur und hydraulischen Eigenschaften oft als „besonders spektakulär“ bezeichnet werden. Aufgrund ihrer einzigartigen Konstruktionen und der zugeschrieben „Rätselhaftigkeit“ ist die Tiwanaku-Kultur immer wieder Gegenstand von Spekulationen und spielt eine große Rolle im Ufoglauben und der Präastronautik.

## Aufstieg und Fall
Die Tiwanaku-Kultur scheint ihren Höhepunkt von 700 bis 1000 n. Chr. gehabt zu haben. Zu diesem Zeitpunkt könnten das Areal sowie die Umgebung von bis zu 400.000 Menschen bevölkert gewesen sein. Dabei wurde eine umfangreiche Infrastruktur aufgebaut einschließlich eines komplexen Bewässerungssystems, das sich über 80 km² erstreckte. Dadurch wurden Anpflanzungen von Kartoffeln, Quinoa, Mais und anderen Nutzpflanzen ermöglicht. Auf dem Höhepunkt der Tiwanaku-Kultur wurde wahrscheinlich das gesamte Areal um den Titicacasee einschließlich des heutigen Bolivien und Chile dominiert oder zumindest beeinflusst.
Anscheinend endete etwa um 1000 n. Chr. diese Zivilisation abrupt. Forscher suchen immer noch nach Antworten, warum dies geschah. Ein wahrscheinliches Szenario beinhaltet eine rapide Klimaveränderung mit extremer Trockenheit. Da die Bewohner nicht in der Lage waren, Nahrungsmittel in ausreichend großen Mengen zu produzieren, wird vermutet, dass die Tiwanaku sich auf die Bergwiesen verteilten, um kurz darauf ganz zu verschwinden.

## Galerie

Kunst der Tiwanaku-Kultur
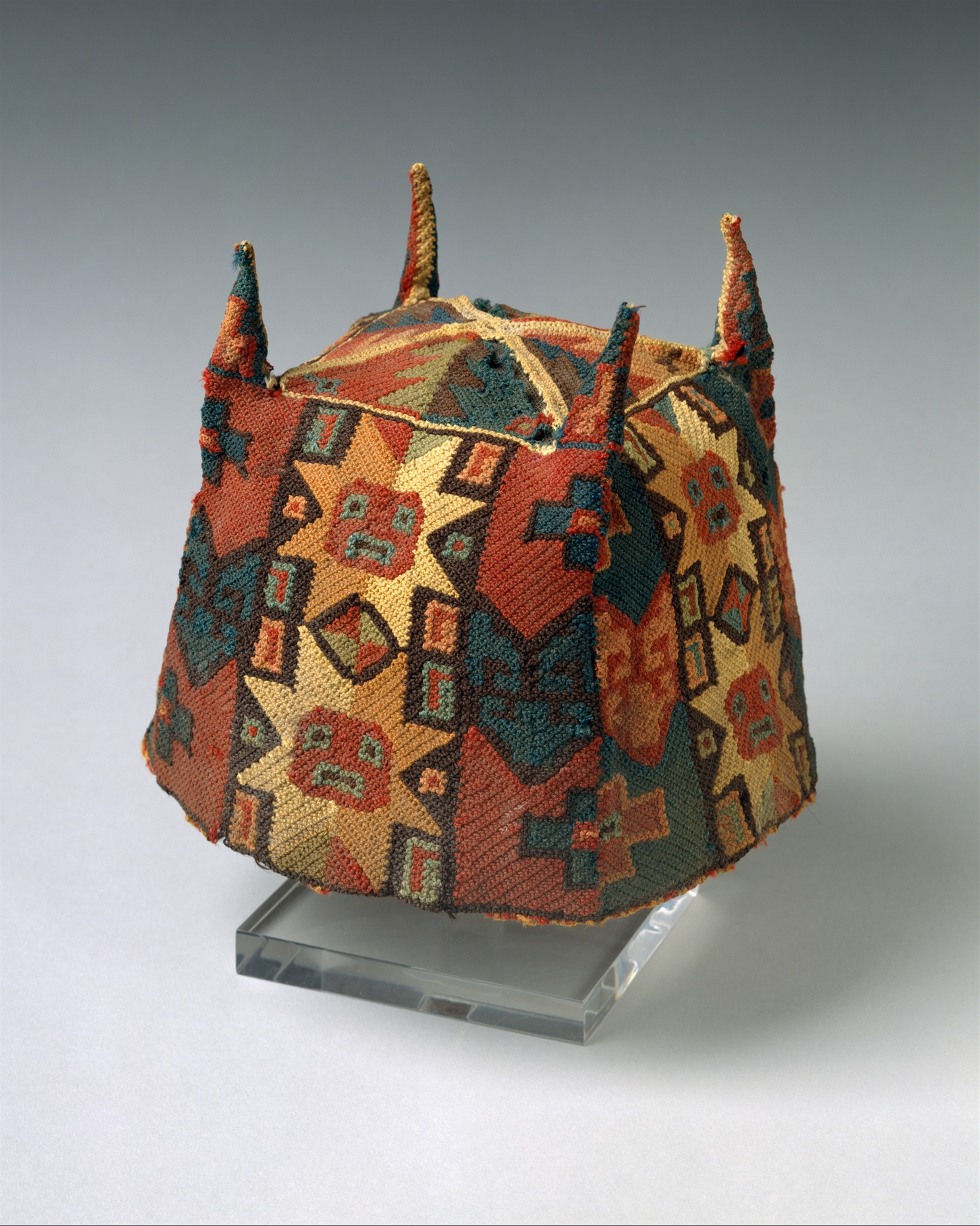
Vierzipflige Mütze
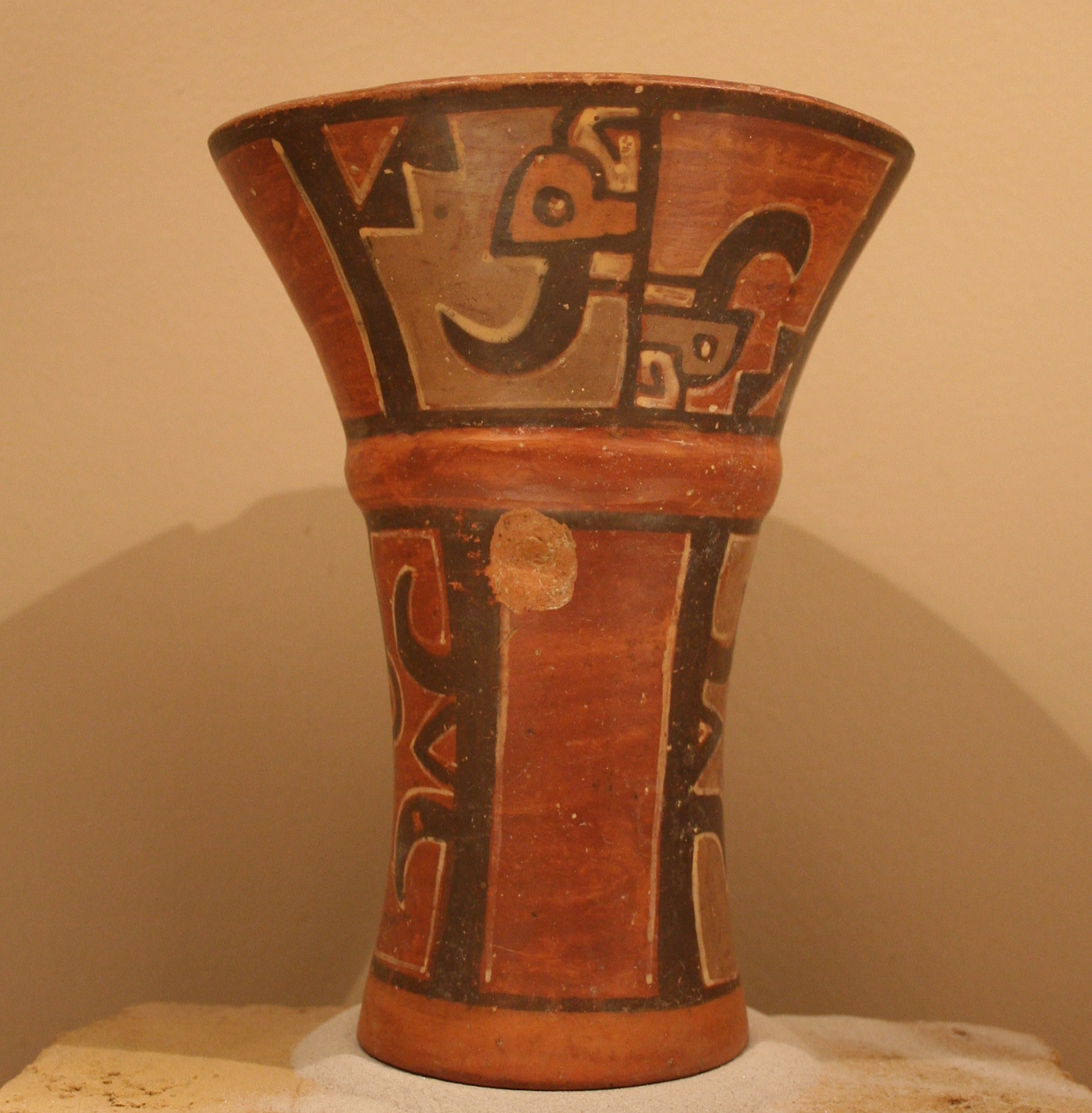
Tiwanaku-Qiru im Roemer- und Pelizaeus-Museum Hildesheim
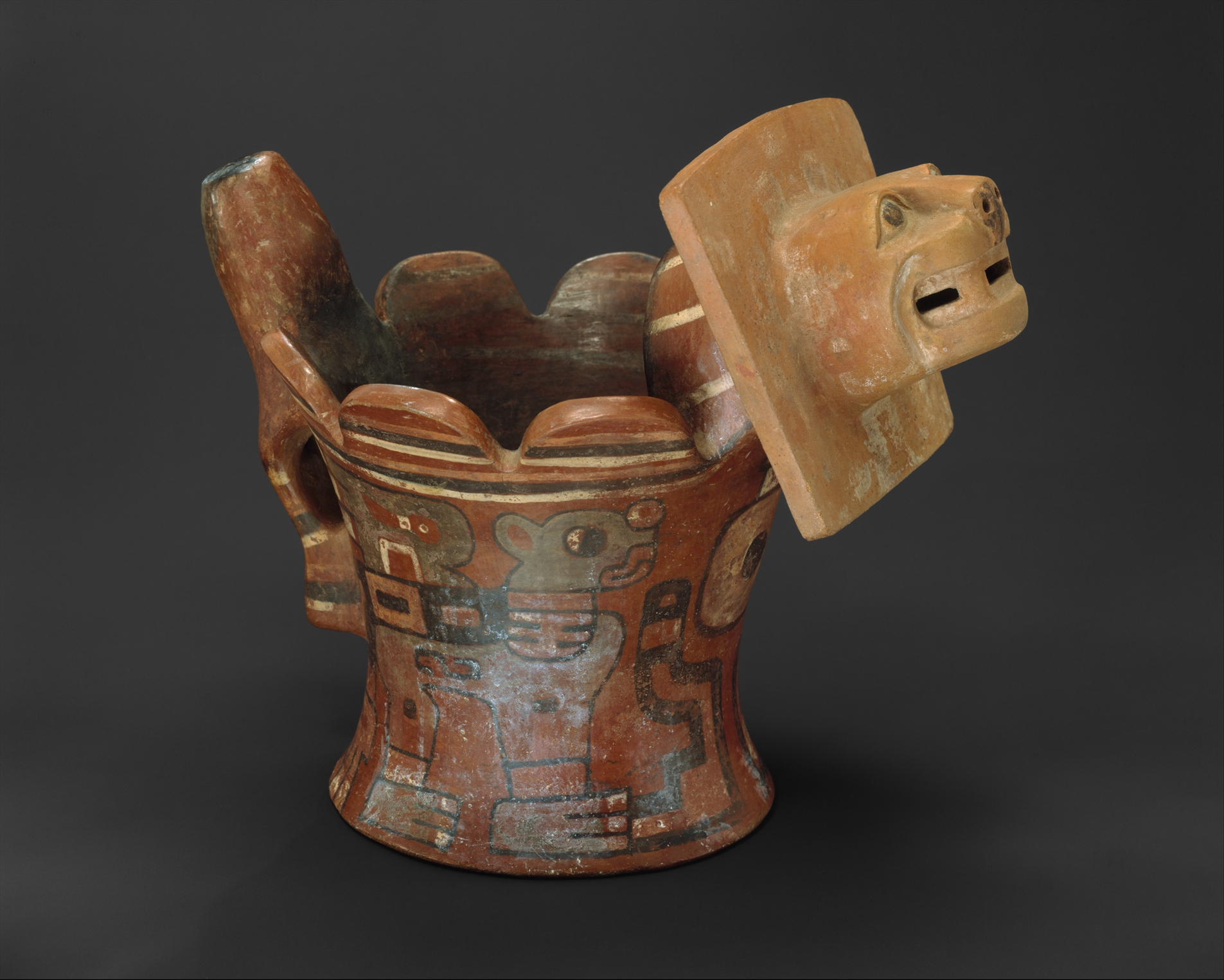
Tiwanaku-Incensario
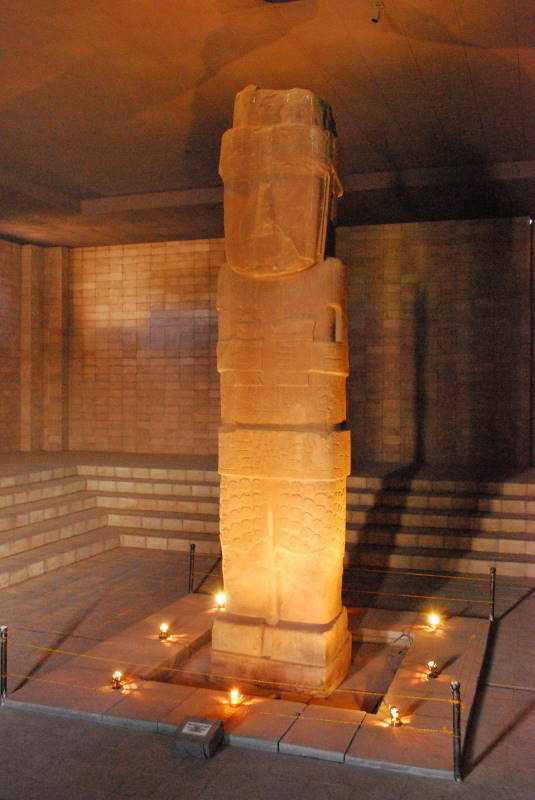
Bennett-Monolith (Präsentationsmonolith)
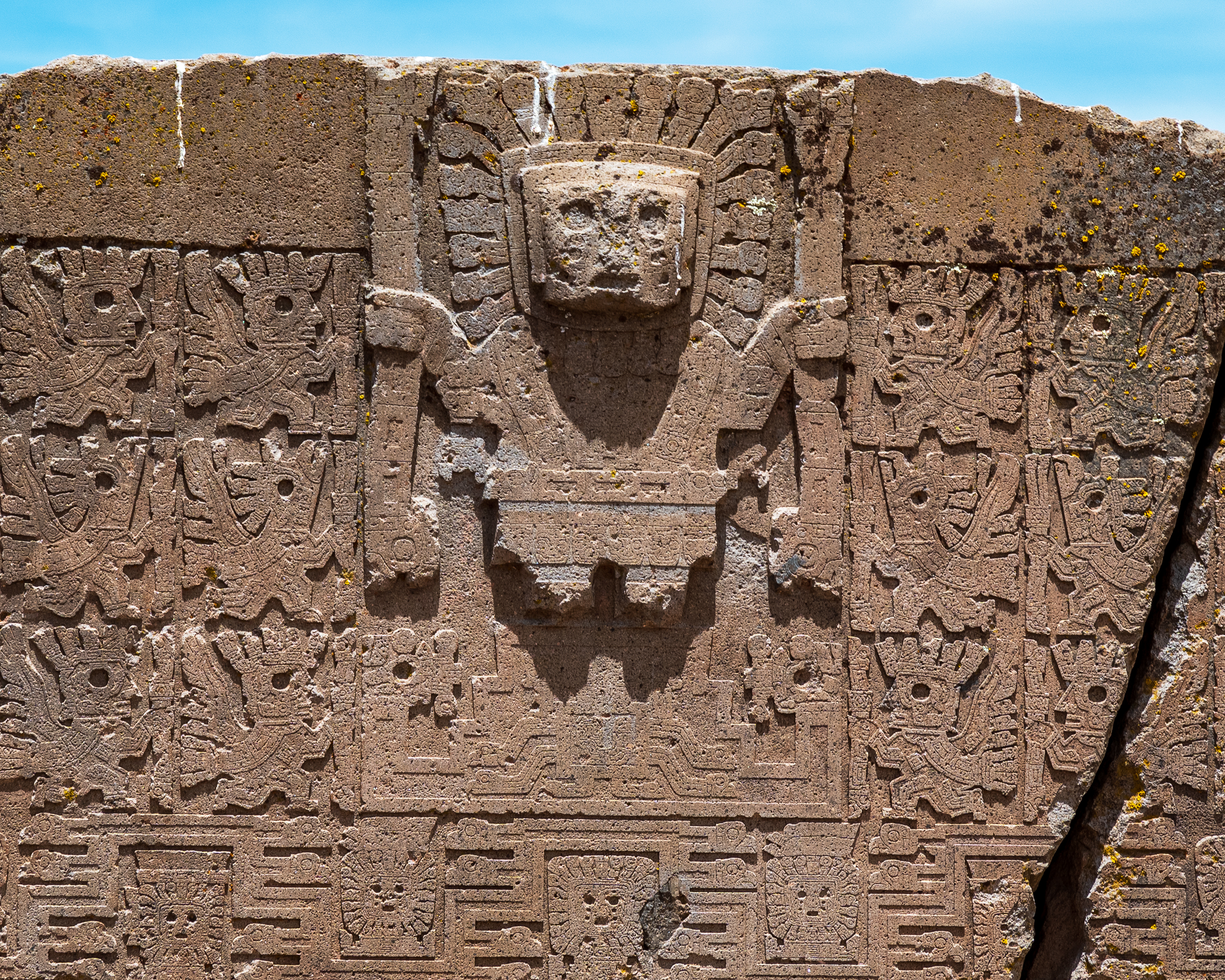
Stabgott-Motiv am Sonnentor